# Oxalis stricta
L'acetosella minore (Oxalis stricta L., 1753) è una pianta erbacea, perenne appartenente alla famiglia delle Oxalidacee.

## Descrizione
Le foglie sono trifoliate, in cui ciascuna fogliolina ha la forma di un cuore la cui punta è costituita dal picciolo. Le foglie si aprono durante il giorno e si ripiegano durante la notte.
I fiori hanno 5 petali a forma di coppa di colore giallo. La fioritura avviene in genere tra giugno e ottobre.
I frutti sono delle capsule che contengono diversi semi. Le capsule mature tendono ad esplodere al tocco, lanciando i semini anche ad un metro di distanza.

## Usi
Gli steli hanno un gusto acidulo caratteristico, legato alla presenza di acido ossalico. Insieme alle foglie sono talvolta utilizzati in insalata.